# GWR-Klasse 5600
Die GWR-Klasse 5600 ist eine Baureihe von 0-6-2T-Dampflokomotiven, die von 1924 bis 1928 entstanden. C. B. Collett entwarf sie für die britische Great Western Railway (GWR) und 1924 kamen sie in den Betriebsdienst. Nach dem „Grouping“ (Zusammenschluss von Eisenbahnunternehmen nach dem Railways Act 1921) von 1923 übernahm Swindon eine große und vielfältige Sammlung von Lokomotiven ehemaliger walisischer Eisenbahnunternehmen, die nicht in ihr Standardisierungsprogramm passten. Zahlreiche GWR-Kesselinspektoren gaben ihre Beurteilungen ab, woraufhin viele originale Lokomotiven, die größtenteils noch betriebsbereit waren, ausgemustert wurden.
Als Ersatz wurden 200 Lokomotiven der GWR-Klasse 5600 gebaut und blieben bis zur Ausmusterung durch die British Railways zwischen 1962 und 1965 im Dienst. Neun Lokomotiven blieben erhalten.

## Hintergrund: Walisische 0-6-2T-Typen
Die Eisenbahnen in Südwales hatten offenbar eine Vorliebe für den 0-6-2T-Typ, da die von ihnen bedienten Verkehre ein hohes Reibungsgewicht, viel Leistung und gute Bremsen erforderten, aber wegen der kurzen Entfernungen zwischen Schächten und Häfen kein Bedarf für größere Geschwindigkeiten oder Wasser- und Kohlenvorräte bestand. Die 0-6-2-Bauweise schien für die in der Region vorherrschenden engen Kurvenradien geeignet. Diese walisischen Lokomotiven wurden beim Grouping 1923 von der GWR übernommen. Sie verteilten sich wie folgt auf die Vorgängergesellschaften:
| Eisenbahngesellschaft                                 | Anzahl |
| ----------------------------------------------------- | ------ |
| Alexandra (Newport and South Wales) Docks and Railway | 4      |
| Barry Railway                                         | 72     |
| Brecon and Merthyr Tydfil Junction Railway            | 18     |
| Cardiff Railway                                       | 13     |
| Neath and Brecon Railway                              | 5      |
| Port Talbot Railway and Docks Company                 | 7      |
| Rhondda and Swansea Bay Railway                       | 19     |
| Rhymney Railway                                       | 101    |
| Taff Vale Railway                                     | 209    |

Die Lokomotiven wurden teilweise mit konisch zulaufenden Langkesseln umgebaut. Einige von ihnen gingen 1948 in das Eigentum der British Railways (BR) über, darunter (mit einigen Lücken in der Nummerierung):
- Brecon and Merthyr Railway, BR-Nummern 431–436
- Cardiff Railway, BR-Nummer 155
- Rhymney Railway, BR-Nummern 35–83
- Taff Vale Railway, BR-Nummern 204–399

Viele Lokomotiven der Taff Vale Railway standen bis in die 1950er im Betrieb, aber nur zwei von ihnen, TVR 'O1' No.28, die letzte in Wales gebaute Lokomotive, und TVR 'O2' No.85, blieben erhalten.

## Ursprünge
Als die GWR die walisischen Talstrecken übernahm, fanden deren 0-6-2T-Lokomotiven die Zustimmung der walisischen Lokomotivbesatzungen. Anstelle einer Neukonstruktion war die Klasse 5600 eine „swindonisierte“ Version der Lokomotiven der Klassen M und R der Rhymney Railway. Die Klasse M von 1904 (und die ähnliche Klasse R aus dem Jahr 1909) waren erfolgreiche Konstruktionen, die sich ideal zum Ziehen von schweren Kohlenzügen über eine relativ kurze Strecke eigneten.
Die 5600-Klasse wurde speziell für den Einsatz in Südwales entwickelt und ersetzte die alten, abgenutzten Lokomotiven, die 1923 „geerbt“ wurden, als die kleineren Eisenbahnunternehmen beim Grouping zwangsweise in die GWR eingegliedert worden waren. Entgegen dieser Entwicklung waren die moderneren 0-6-2 der Rhymney Railway im Allgemeinen in gutem Zustand und hatten sich bewährt. So wurden sie zur Vorlage für die 56xx.
Die erste von fünf Lokomotiven der R-Klasse wurde 1926 von der GWR neubekesselt und eine einzelne M wurde 1930 modernisiert. In dieser Form waren beide äußerlich kaum von der 56-Klasse zu unterscheiden.

## Konstruktion
Die Konstruktion der 5600-Klasse folgte so weit wie möglich der Praxis der Great Western Railway, wobei viele standardisierte Teile verwendet wurden. Zu den Innovationen von Collett gehörten ein Standard-Kessel Nr. 2, der für die Baureihe 5600 sowie die Rhymney-Lokomotiven der Klassen M und R geeignet war, mit dem Messing-GWR-Sicherheitsventilgehäuse und dem kupferbekappten Schornstein.
Es waren große Tenderlokomotiven, 37 ft 6 in lang und mit einem Gewicht von 62 tons. Die Seitentanks fassten 1900 Gallonen Wasser. Das Führerhaus, der Kohle- und Wasserkasten ähnelten den 31xx- und 42xx-Klassen. Einhundert Lokomotiven wurden in den GWR-Werkstätten in Swindon von 1924 bis 1927 gebaut.
Ab 1927 wurden weitere 100 ähnliche Maschinen gebaut – sie waren etwas schwerer und wurden in der 66xx-Serie nummeriert. Die Nummern 6600 bis 6649 baute Swindon in den Jahren 1927 und 1928; die Nummern 6650-6699 wurden 1928 von Armstrong-Whitworth gebaut. Das führte zu einigen geringfügigen Konstruktionsunterschieden zu den Swindon-Lokomotiven.
Während es sich um leistungsstarke Maschinen handelte, waren die 5600er zu dieser Zeit bei den Lokmannschaften sehr unbeliebt. Sie waren mit zahlreichen Problemen behaftet, von denen heißlaufende Achslager die häufigsten waren. Ihnen fehlten die größeren Toleranzen der Lager, die die ursprünglichen Lokomotiven der walisischen Gesellschaften hatten. Sie neigten auch zum Entgleisen, sodass die Lokomotivpersonale sie bevorzugt rückwärts fuhren, wenn das Bisselgestell die Führung in engen Kurven übernehmen konnte. Als die walisischen Eisenbahner entdeckten, dass die neue GWR-Klasse 5700 0-6-0 pannier tank (1929 eingeführt) noch besser für die gleiche Arbeit geeignet war – kürzer und leichter, bei ungefähr der gleichen (etwas geringeren) Zugkraft – wurden keine weiteren Class-56xx/66xx-Lokomotiven gebaut.
Die 5600 Class war die einzige von der GWR neu gebaute Lokomotive der Achsfolge 0-6-2. Trotzdem waren von 1940 bis 1945 etwas mehr als 400 Loks mit dieser Radanordnung im Einsatz, wodurch sich die große Anzahl der 1923 übernommenen Fahrzeuge zeigt.
Die Lokomotiven der Klasse 5600 gehörten bei der GWR zur Leistungsklasse „D“ und zur Achslastklasse „Red“, bei den British Railways zur Leistungsklasse „5MT“.

## Dimensionen
- Lokomotivgewicht:
  - Alle, 68 tons 12 cwt[4]
  - 5600 Class, 68 tons 12 cwt[5] (69,7 t)
  - 6600 Class, 69 tons 7 cwt[5] (70,46 t)
  - 5600 Class, 62 tons 18 cwt[1] (63,9 t)
  - 6600 Class, 15 cwt mehr als 5600[1] (64,67 t)

## Einsatz

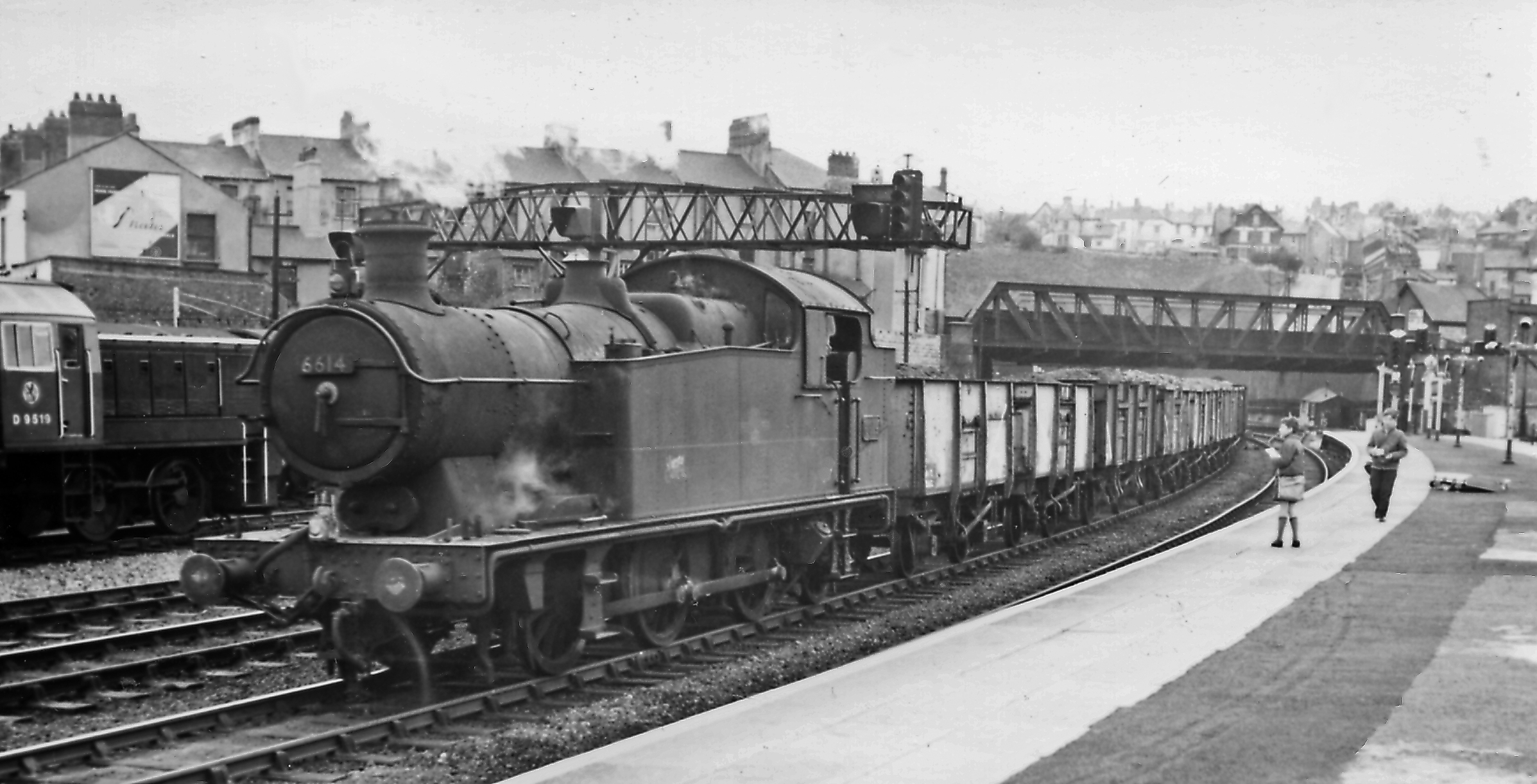
6614 mit einem Kohlenzug in Newport

Ein Rückgang des Kohlehandels in Südwales in den 1930er Jahren führte dazu, dass viele Lokomotiven anderen Teilen des Netzes zugewiesen wurden. Aus Stabilitätsgründen fuhren viele Lokomotivführer die 56xx class in den walisischen Tälern in der Regel rückwärts (Bunker zuerst). Durch die Anordnung der Nachlaufräder konnten die Lokomotiven so besser in die Kurven einfahren als in der anderen Richtung. Typischerweise wurden die Lokomotiven während des Betriebes beim Ziehen schwerer Last Bunker voraus eingesetzt und dann beim Rückweg die Täler hinauf Rauchkammer voraus.
Alle 56xx/66xx-Lokomotiven gingen bei der Verstaatlichung 1948 in den Besitz der British Railways über und blieben bis 1962 im Einsatz, als sie mit dem zunehmenden Einsatz von Diesellokomotiven recht schnell aus dem Dienst genommen wurden. Alle wurden bis 1965 ausgemustert.

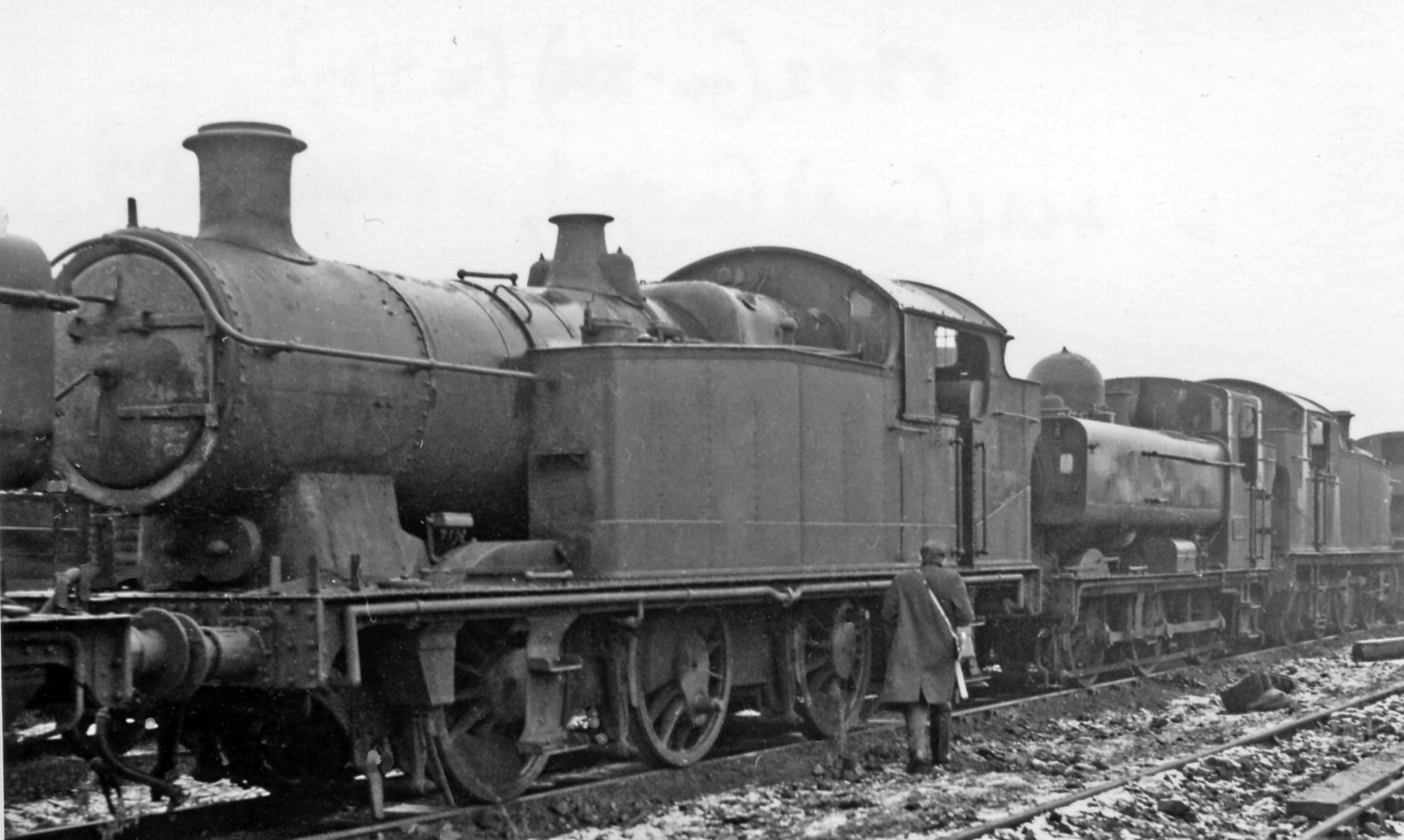
Ausgemusterte Lokomotiven in Swindon

## Erhaltene Lokomotiven

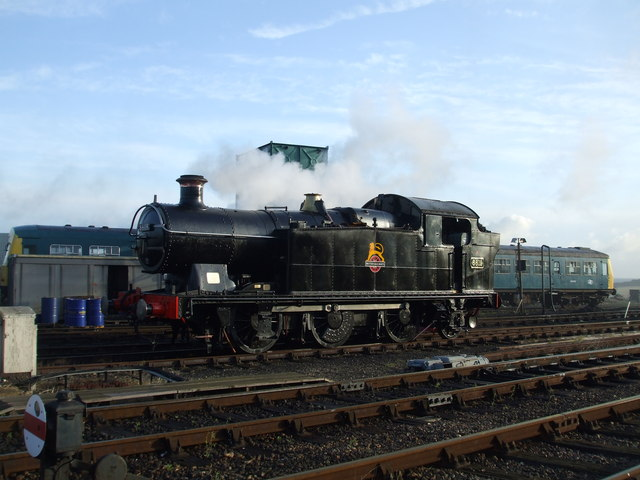
6619 in BR Black, Weybourne

Einige kamen auf den Schrottplatz der Woodham Brothers in Barry, South Wales, acht von neun erhaltenen Maschinen wurden aus Barry gerettet. Der größte Teil der erhaltenen Lokomotiven wurde in den Swindon Works gebaut, drei (6686, 6695 & 6697) entstanden bei Armstrong Whitworth.
Da die Lokomotiven hauptsächlich in Südwales eingesetzt wurden, kennen einige Eisenbahnfans die Klasse unter dem Spitznamen „Taffy Tank“. 'Taffy' ist eine abfällige Bezeichnung für jemanden walisischer Abstammung. Die 56xx-Klasse hatte diesen Titel jedoch nie offiziell, während die typischeren Lokomotiven der M- und R-Klassen der Rhymney Railway, die sie ersetzten, wohl die ursprünglich als 'Taffy Tanks' bekannten waren.
Mit Stand 2017 sind 6 erhaltene Lokomotiven eingesetzt worden, wovon derzeit drei im Betrieb stehen. 5668 wird derzeit bei der Kent und East Sussex Railway aus dem Schrottplatzzustand restauriert, 6634 und 6686 warten bei der Peak Rail und The Barry Tourist Railway auf die Wiederherstellung. Die 6697 wird im Didcot Railway Centre ausgestellt.
Folgende Lokomotiven blieben erhalten:
| Nummer | Hersteller          | Gebaut         | Ausgemustert   | Einsatzzeit        | Momentaner Ort                | Momentaner Zustand      | Anmerkungen |
| ------ | ------------------- | -------------- | -------------- | ------------------ | ----------------------------- | ----------------------- | --- |
| 5619   | Swindon Works       | März 1925      | Juni 1964      | 39 Jahre, 3 Monate | Nene Valley Railway           | In Betrieb              | In BR unlined Black, im Besitz der Telford Steam Railway. zeitweise bei der Swindon and Cricklade Railway (Verbleib vorgesehen bis Ostern 2019) |
| 5637   | Swindon Works       | September 1925 | Juni 1964      | 38 Jahre, 9 Monate | East Somerset Railway         | In Betrieb              | In BR lined Green, Besitz der 5637 Steam Loco Group |
| 5643   | Swindon Works       | Oktober 1925   | Juli 1963      | 37 Jahre, 9 Monate | Embsay & Bolton Abbey Railway | In Betrieb              | In BR lined Green, Besitz des Furness Railway Trust. Befindet sich bei der Ribble Steam Railway, ist aber derzeit ausgeliehen. |
| 5668   | Swindon Works       | Juni 1926      | September 1964 | 38 Jahre, 3 Monate | Kent & East Sussex Railway    | Aufarbeitung vorgesehen | Privatbesitz. Asbest in Vorbereitung einer Kesselaufarbeitung abgestreift |
| 6619   | Swindon Works       | Januar 1928    | März 1963      | 35 Jahre, 1 Monat  | Kent & East Sussex Railway    | Untersuchung vorgesehen | In BR unlined Black. Besitz der 6619 Ltd. Kesselfrist abgelaufen am 1. Januar 2015. |
| 6634   | Swindon Works       | August 1928    | Juni 1964      | 35 Jahre, 8 Monate | Peak Rail                     | in Aufarbeitung         | Besitz von Pete Waterman. Die Restaurierung sollte von der SVR durchgeführt werden, wurde jedoch nie begonnen, im November 2017 nach Rowsley verlegt.                                                                                               |
| 6686   | Armstrong Whitworth | Oktober 1928   | Juni 1964      | 35 Jahre, 6 Monate | Barry Tourist Railway         | in Aufarbeitung         | Besitz des Vale of Glamorgan Council als Teil der Barry Ten |
| 6695   | Armstrong Whitworth | Oktober 1928   | Juli 1964      | 35 Jahre, 9 Monate | Swindon & Cricklade Railway   | in Überholung           | In BR lined Green, früher bei der Swanage Railway stationiert, wurde nach einem Tieflader-Zwischenfall, bei dem der Anhänger einstürzte, bei der WSR überholt und repariert, jetzt für die Fertigstellung dieser Arbeit bei der Swindon & Cricklade |
| 6697   | Armstrong Whitworth | Oktober 1928   | Mai 1966       | 37 Jahre, 7 Monate | Didcot Railway Centre         | Museumslok              | In GWR unlined Green, einzige erhaltene, die nicht auf dem Woodham-Brothers-Schrottplatz war |